# Dieter Mann
Dieter Mann (Berlijn, 20 juni 1941 – aldaar, 3 februari 2022) was een Duitse acteur, regisseur en hoorspelacteur.
Gedurende zijn carrière speelde hij in vele theaterproducties en in meer dan 140 film- en televisieproducties. Van 1984 tot 1991 was hij directeur van het Deutsches Theater Berlin. In 1986 werd hij lid van de Akademie der Künste in Berlijn. Internationaal is hij vooral bekend door het vertolken van Wilhelm Keitel in de film Der Untergang.
Mann was getrouwd met Barbara Schnitzler en had een dochter, actrice Pauline Knof. Zijn schoonmoeder was actrice Inge Keller. Mann hertrouwde en woonde in de buurt van Königs Wusterhausen, Duitsland.
In 2016 maakte Mann bekend dat hij de ziekte van Parkinson had. Hij stierf op 3 februari 2022 op 80-jarige leeftijd in Berlijn. Hij werd begraven in Dorotheenstädtischer Friedhof.
In 2020 werd voor zijn gehele levenswerk de ereprijs van de Deutscher Schauspielpreis aan hem toegekend.

## Filmografie (selectie)

### Bioscoop
- 1965: Berlin um die Ecke
- 1968: Ich war neunzehn
- 1969: Wie heiratet man einen König?
- 1970: He, Du!
- 1970: Unterwegs zu Lenin
- 1973: Der kleine Kommandeur
- 1974: Leben mit Uwe
- 1974: Der nackte Mann auf dem Sportplatz
- 1975: Lotte in Weimar
- 1976: Die Leiden des jungen Werthers
- 1977: Termin Spirale Eins (dokumentaire film, spreker)
- 1978: Brandstellen
- 1978: Ich will euch sehen
- 1978: Das Versteck
- 1980: Glück im Hinterhaus
- 1980: Levins Mühle
- 1980: Puppen für die Nacht
- 1983: Moritz in der Litfaßsäule
- 1984: Paulines zweites Leben
- 1986: Drost
- 1987: Stielke, Heinz, fünfzehn…
- 1989: Zwei schräge Vögel
- 1992: Wunderjahre
- 1993: Kaspar Hauser
- 1995: Das Versprechen
- 1995: Wer Kollegen hat, braucht keine Feinde
- 2004: Blindgänger
- 2004: Der Untergang
- 2009: 13 Semester
- 2009: Ein Hausboot zum Verlieben
- 2011: Vergiss dein Ende

### Televisie

#### Televisiefilms
- 1966: Columbus 64 (vierluik)
- 1967: Geschichten jener Nacht – Die Prüfung (vierluik)
- 1967: Die Räuber
- 1969: Krupp und Krause – Die Zeit der Fundamente (vijfluik)
- 1970: Nathan der Weise
- 1970: Der Streit um den Sergeanten Grischa
- 1971: Rottenknechte
- 1973: Die sieben Affären der Doña Juanita (vierluik)
- 1974: Die eigene Haut
- 1975: Die unheilige Sophia
- 1976: Auf der Suche nach Gatt
- 1977: Dantons Tod (studio-opname)
- 1979: Die Rache des Kapitäns Mitchell
- 1980: Ja, so ein Mann bin ich!
- 1981: Chirurgus Johann Paul Schroth
- 1981: Furcht und Elend des Dritten Reiches
- 1981: Markersbach – Energie des Wassers und des Menschen (dokumentaire film, spreker)
- 1982: Emil, der Versager
- 1982: Melanie van der Straaten
- 1985: Torquato Tasso (theateropname)
- 1986: Weihnachtsgeschichten
- 1987: Bebel und Bismarck (meerluik)
- 1987: Die erste Reihe
- 1990: Pause für Wanzka
- 1992: Karl May (zesluik)
- 1995: Der Mörder und die Hure
- 1997: Freier Fall
- 1997: Todesspiel
- 1997: Es geschah am hellichten Tag
- 1998: Nur ein toter Mann ist ein guter Mann
- 1999: Verratene Freundschaft – Ein Mann wird zur Gefahr
- 2003: Die Stunde der Offiziere
- 2004: Dornröschens leiser Tod
- 2004: Judith Kemp
- 2006: Vaterherz
- 2007: Mitte 30
- 2009: Ein Hausboot zum Verlieben
- 2009: Wohin mit Vater?
- 2012: Familie Windscheidt – Der ganz normale Wahnsinn
- 2014: Die letzten Millionen

#### Televisieseries en reeksen
- 1978: Polizeiruf 110: Schuldig
- 1981: Polizeiruf 110: Alptraum
- 1983: Polizeiruf 110: Auskünfte in Blindenschrift
- 1993: Ein Mann am Zug (15 afleveringen)
- 1995: A.S. – Gefahr ist sein Geschäft (aflevering Der kleine Bruder)
- 1997: Wilde Zeiten (6 afleveringen)
- 1997–2007: Der letzte Zeuge (36 afleveringen)
- 1998: Tatort: Ein Hauch von Hollywood
- 2002: Rosa Roth – Die Abrechnung
- 2003: Bella Block: Kurschatten
- 2009: Tatort: Falsches Leben
- 2010: Der Kommissar und das Meer – Ein Leben ohne Lüge
- 2011: Tatort: Edel sei der Mensch und gesund
- 2013: Die Chefin (aflevering Versprechen)

## Hoorspelen en reportages
- 1968: Michail Schatrow: Bolschewiki – Regie: Wolf-Dieter Panse (hoorspel – Rundfunk der DDR)
- 1968: Gerhard Rentzsch: Am Brunnen vor dem Tore – Regie: Hans Knötzsch (hoorspel – Rundfunk der DDR)
- 1969: Claude Prin: Potemkin 68 (jonge arbeider) – Regie: Edgar Kaufmann (hoorspel – Rundfunk der DDR)
- 1969: Wolfgang Kohlhaase: Fragen an ein Photo – Regie: Helmut Hellstorff (Rundfunk der DDR)
- 1969: Friedrich Schiller: Die Verschwörung des Fiesco zu Genua (Bourgognino) – Regie: Peter Groeger (hoorspel – Rundfunk der DDR)
- 1969: Lew Mitrofanow: Das Meer liebt die Kühnen (Adamow) – Regie: Alexej Schipow (Rundfunk der DDR)
- 1969: Kikuta Kazuo: Die Taube Dankuro (Hyottoko) – Regie: Horst Liepach (Hörspiel – Rundfunk der DDR)
- 1969: Fritz Selbmann: Ein weiter Weg (Robert Hesse) – Regie: Fritz-Ernst Fechner (biografie (8 delen) – Rundfunk der DDR)
- 1970: Boris Jewsejew: Und auch der Dritte ist nicht überflüssig (Victor) – Regie: Peter Groeger (komedie – Rundfunk der DDR)
- 1970: Jerzy Janicki: Die Ballade vom Fischer Antonin Karpfen (soldaat) – Regie: Wojciech Maciejewski (hoorspel – Rundfunk der DDR)
- 1970: Sophokles: Die Antigone des Sophokles (ouderenkoor) – Regie: Martin Flörchinger (hoorspel – Rundfunk der DDR)
- 1971: Bruno Gluchowski: Stahl von der Ruhr (Martin Roth) – Regie: Helmut Hellstorff (hoorspel gebaseerd op Blutiger Stahl (3 delen) – Rundfunk der DDR)
- 1971: Maximilian Scheer: Der Weg nach San Rafael – Regie: Wolfgang Schonendorf (Rundfunk der DDR)
- 1973: Rainer Koch: Poulo Condor oder der Sinn des Lebens – Regie: Wolfgang Schonendorf (reportage – Rundfunk der DDR)
- 1973: Friedrich Wolf: Der arme Konrad (Konz) – Regie: Hans-Peter Minetti (hoorspel – Rundfunk der DDR)
- 1974: Joachim Walther: Randbewohner – Regie: Werner Grunow (hoorspel – Rundfunk der DDR)
- 1975: Linda Teßmer: Der Fall Tina Bergemann (Dieter Kleine) – Regie: Hannelore Solter (hoorspel – Rundfunk der DDR)
- 1976: Günter Kunert: Ein anderer K. – Regie: Horst Liepach (hoorspel – Rundfunk der DDR)
- 1976: Hans Bräunlich nach Raymond Chandler: Gefahr ist mein Geschäft – Regie: Werner Grunow (misdaadhoorspel – Rundfunk der DDR)
- 1976: Wassili Schuschin: Energische Leute (verteller en militielid) – Regie: Wolfgang Schonendorf (hoorspel – Rundfunk der DDR)
- 1977: Juri Trifonow: Der Tausch (Dmitrijew) – Regie: Joachim Staritz (hoorspel – Rundfunk der DDR)
- 1978: Isaak Babel: Marija (militie-inspecteur) – Regie: Joachim Staritz (hoorspel – Rundfunk der DDR)
- 1978: Ödön von Horváth: Kasimir und Karoline (Schürzinger) – Regie: Werner Grunow (hoorspel – Rundfunk der DDR)
- 1980: Georg Büchner: Dantons Tod (Robespierre) – Regie: Joachim Staritz (hoorspel – Rundfunk der DDR)
- 1981: Samuil Marschak: Das Tierhäuschen (verteller) – Regie: Maritta Hübner (kinderhoorspel – Rundfunk der DDR)
- 1981: Arne Leonhardt: Jazz am Grab (Stimpel) – Regie: Werner Grunow (hoorspelprijs van de critici voor auteur en regisseur 1982 – Rundfunk der DDR)
- 1982: Anton Tschechow: Herzchen – Regie: Barbara Plensat (van de critici voor auteur en regisseur – Rundfunk der DDR)
- 1983: Peter Swet: Das Interview (James T. Shannon) – Regie: Helmut Hellstorff (hoorspel – Rundfunk der DDR)
- 1984: Walter Stranka: Khalid und die Königin von Saba (Ariel Allon) – Regie: Manfred Täubert (kinderhoorspel – Rundfunk der DDR)
- 1989: Karl May: Hadschi Halef Omar (Kara Ben Nemsi) – Regie: Jürgen Schmidt (Litera)
- 1991: Gerhard Zwerenz: Des Meisters Schüler – Regie: Hans Gerd Krogmann (hoorspel – Sachsen Radio)
- 1991: Edgar Hilsenrath: Das Märchen vom letzten Gedanken (Wartan Kathisian) – Regie: Peter Groeger (hoorspel – SFB/HR)
- 1993: Eugen Ruge: Restwärme – Regie: Barbara Plensat (hoorspel – ORB)
- 1996: Klaus Pohl: Wartesaal Deutschland Stimmen Reich (auch Prof. F.) – Regie: Dieter Mann/Norbert Schaeffer (hoorspel – SWF)
- 1996: Wolfgang Pönisch: Der Nächste bitte – Regie: Karlheinz Liefers (hoorspel – Rundfunk Berlin-Brandenburg)
- 1996: Christoph Martin naar Homer: Die Odyssee des Homer – Regie: Christoph Martin (Hoorspel in 22 delen, 14 uren – HR/BR/Eichborn Verlag)
- 1997: Ilona Jeismann/Peter Avar: Die graue staubige Straße (Dmitri Schostakowitsch) – Regie: Ilona Jeismann (biografie – SFB)
- 1997: Norbert Jaques : Dr. Mabuse, de speler – Regie : Annette Kurth (hoorspel – WDR)
- 1998: Volker Braun: Der Staub von Brandenburg – Regie: Joachim Staritz (hoorspel – DLF/SFB)
- 1997: Gerhard Herm: Tod im Irrfeld oder Die tätowierte Frau (Herr Thomasius) – Regie: Burkhard Ax (hoorspel – WDR)
- 1998: Michail Bulgakow: Der Meister und Margarita – Regie: Petra Meyenburg (hoorspel (30 delen) – MDR)
- 2002: Dirk Schmidt: Ins Herz der Nacht – Regie: Thomas Leutzbach (science-fiction-misdaadhoorspel – WDR)
- 2002: Andreas Knaup: Genopoly – Regie: Robert Matejka (hoorspel – DLR)
- 2002: Evelyn Dörr: Sag mir, dass du mich liebst – Zeugnisse einer Leidenschaft. Marlene Dietrich und Erich Maria Remarque. – Regie: Anna Hartwig (live-hoorspel – NDR)
- 2003/2004: Pat Barker: Niemandsland – Regie: Leonhard Koppelmann (hoorspel (3 delen) – NDR)
- 2004: Gerhard Herm: Ritt auf dem Tiger (Herr Hartmann) – Regie: Robert Matejka – Regie: Burkhard Ax (hoorspel – WDR)
- 2006: Günter Kotte: Na sdorowje (De Russen en hun wodka) – Regie: Nikolai von Koslowski (reportage – MDR)
- 2008: Günter Kotte: Mister Elshamy – Einmal Khartoum und zurück – Regie: Günter Kotte (reportage – MDR)
- 2013: Gesine Schmidt: EXPATS – Regie: Gesine Schmidt/Heike Tauch (hoorspel – DLF)
- 2014: Evelyn Dörr: Die Liebenden vom Arc de Triomphe. Marlene Dietrich und Erich Maria Remarque. – Regie: Evelyn Dörr (live-hoorspel – NDR/Deutsches Theater Berlin)
- 2015: Evelyn Dörr: Salome – Hohelied einer Dichtung. Eine akustische Choreographie (5.1) – Regie: Evelyn Dörr (hoorspel – RBB/DLF)
- 2016: met Barbara Nüsse: Das Prinzip Apfelbaum. 11 Persönlichkeiten zur Frage 'Was bleibt?' audioboek. Vergangenheitsverlag, Berlin, ISBN 978-3-86408-206-1.
- 2017: Evelyn Dörr: Der Sturm – Theater als Reise zum Menschen. Eine akustische Performance. (Prospero) – Regie: Evelyn Dörr (hoorspel – RBB)

## Theatrografie
- 1964 – Wolodja in Unterwegs van Viktor Rosow
- 1965 – Nikolai in Krieg und Frieden van Leo Tolstoi
- 1966 – Tempelherr in Nathan der Weise van Gotthold Ephraim Lessing
- 1967 – Grkow in Feinde van Maxim Gorki
- 1969 – Jakob Filter in Die Aula van Hermann Kant
- 1969 – Heinrich in Der Drache van Jewgenij Schwarz
- 1969 – Regie bij Die Marulas (Abschied von den Engeln) van Werner Heiduczek, Uraufführung
- 1970 – Santos in Das Verhör von Habana van Hans Magnus Enzensberger
- 1970 – Militie-inspekteur in Maria van Isaak Babel
- 1972 – Titelrol in Clavigo von Johann Wolfgang van Goethe
- 1972 – Edgar Wibeau in Die neuen Leiden des jungen W. van Ulrich Plenzdorf
- 1974 – Liebetraut in Götz von Berlichingen van Johann Wolfgang von Goethe
- 1974 – Ariel in Der Sturm van William Shakespeare
- 1975 – Antonio in Torquato Tasso van Johann Wolfgang von Goethe
- 1976 – Kellner Jean in Zwei Krawatten van Georg Kaiser en Mischa Spoliansky
- 1976 – Albany in König Lear van William Shakespeare
- 1978 – Regie bij Zufälliger Tod eines Anarchisten van Dario Fo, DDR-première
- 1979 – Darios in Prexaspes van Peter Hacks
- 1980 – Demetrius in Ein Sommernachtstraum van William Shakespeare
- 1980 – Opvoeder van Orestes in Elektra van Sophokles
- 1982 – Charron in Die Verschwörung der Heuchler van Michail Bulgakow
- 1984 – Lopachin in Der Kirschgarten van Anton P. Tschechow
- 1985 – Johannes Hörder in Winterschlacht van Johannes R. Becher
- 1986 – Oranien in Egmont van Johann Wolfgang von Goethe
- 1987 – Illo in Wallenstein van Friedrich Schiller – (televisie-opname) 1987
- 1987 – Derwisch in Nathan der Weise van Gotthold Ephraim Lessing
- 1988 – Journalist in Diktatur des Gewissens van Michail Schatrow
- 1988 – Administrateur in Paris, Paris van Michail Bulgakow
- 1990 – Truffaldino in Der Diener zweier Herren van Carlo Goldoni
- 1995 – Kurfürst Friedrich Wilhelm in Der Prinz von Homburg van Heinrich von Kleist
- 1997 – Odysseus in Ithaka van Botho Strauß
- 1999 – Wallenstein in Wallenstein van Friedrich Schiller
- 2000 – Philips de Tweede in Don Karlos van Friedrich Schiller
- 2001 – Kreon in Antigone van Sophokles
- 2002 – Nathan in Nathan der Weise van Gotthold Ephraim Lessing
- 2002 – Malvolio in Was ihr wollt van Shakespeare
- 2003 – Fülle des Wohllauts, monoloog uit Der Zauberberg van Thomas Mann
- 2004 – Garibaldi in Die Macht der Gewohnheit van Thomas Bernhard
- 2004 – Moebius in Die Physiker van Friedrich Dürrenmatt
- 2004 – Aschenbrenner in Eldorado van Marius von Mayenburg
- 2005 – Macheath in Die Dreigroschenoper van Bertolt Brecht, muziek: Kurt Weill
- 2006 – Edgar in Totentanz van August Strindberg
- 2006 – James Tyrone in Eines langen Tages Reise in die Nacht van Eugene O’Neill
- 2007 – Nathan de Wijze in Nathan der Weise van Gotthold Ephraim Lessing
- 2007 – Hagen in Die Nibelungen – Die letzten Tage von Burgund bij het Nibelungenfestival
- 2007 – Octavio Piccolomini in Wallenstein van Friedrich Schiller
- 2008 – Mr. Jay in Goldberg-Variationen van George Tabori
- 2008 – Lear in König Lear van Shakespeare
- 2010 – Goldberg in Die Geburtstagsfeier van Harold Pinter
- 2010 – Müller in Der Kaufmann von Berlin van Walter Mehring
- 2012 – Graf von Moor in Die Räuber van Friedrich Schiller
- 2015 – Werle in Die Wildente van Henrik Ibsen

## Geluidsdragers (selectie)
- als spreker: Es war eine Mutter, die hatte 4 Kinder: Kinderlieder und -gedichte, LITERA 565111, Deutsche Schallplatten, Berlin 1975, DNB 353405469.
- Russisch Volkssprookje: Hühnchen und Hähnchen / Sergei W. Michalkow: Der Hase als Betrüger (verteller), 1978, LITERA – 5 65 121
- Martin Luther: Biblia Deutsch (spreker), 1983, LITERA – 8 65 334-335
- Gebroeders Grimm: Der Teufel Mit Den Drei Goldenen Haaren (verteller), 1984, LITERA – 8 65 361
- Eugen Eschner, Gerhard Rosenfeld: Till Eulenspiegels mehrsteils wohlige Nacht / In der Herberg zu Kneiteln (Tijl Uilenspiegel), 1985, LITERA – 8 65 373/374
- Karl May: Hadschi Halef Omar (Kara Ben Nemsi), 1989, LITERA – 8 65 444
- Dieter Mann leest: Die Weihnachtsgans Auguste e.a. van Friedrich Wolf, Der Audio Verlag 2003, ISBN 978-3-89813-275-6
- Johann Wolfgang von Goethe: Faust. Mephistopheles (verteller), Eulenspiegel Verlag 2005, ISBN 3-359-01077-9
- Dieter Mann leest: Mephisto van Klaus Mann, Eulenspiegel Verlag 2007, ISBN 978-3-359-01097-5
- Dieter Mann leest: Wenn tot, werde ich mich melden. Letzte Briefe von Kurt Tucholsky, Eulenspiegel Verlag 2007, ISBN 978-3-359-01098-2
- Hans Fallada: Geschichten aus der Murkelei, verkorte versie met Dieter Mann, Der Audio Verlag 2008, 2 CDs, ISBN 978-3-89813-753-9
- Dieter Mann leest: 24 Stunden aus dem Leben einer Frau van Stefan Zweig, Eulenspiegel Verlag 2010, ISBN 978-3-359-01129-3
- Duell in Sanssouci met Dieter Mann als Voltaire en Gunter Schoß als Friedrich II., Eulenspiegel Verlag 2012, ISBN 978-3-359-01138-5
- Dieter Mann leest: Krankenstation Nummer 6, Eulenspiegel Verlag 2007, ISBN 978-3-359-01104-0
- Jean Baptiste Molière: Der Bürger als Edelmann met Eberhard Esche en Dieter Mann, Eulenspiegel Verlag 2009, ISBN 978-3-359-01105-7
- Peter Hacks – Heinar Kipphardt: Ein Briefwechsel. Gelezen van Eberhard Esche en Dieter Mann, Eulenspiegel Verlag 2010, ISBN 978-3-359-01132-3
- Hans Fallada: Bauern, Bonzen und Bomben. Met: Otto Sander, Jörg Schüttauf, Dieter Mann (burgemeester Gareis) e.a., MDR 1997 OSTERWOLDaudio, Hamburg 2012, ISBN 978-3-86952-123-7 (hoorspel, 5 cd's, 345 Min.)
- Dieter Mann leest: Stationschef Fallmerayer van Joseph Roth, Eulenspiegel Verlag 2012, ISBN 978-3-359-01136-1
- Hans Fallada: Der eiserne Gustav, gelezen door Dieter Mann, 1 cd, 79 minuten (verkorte versie), Steinbach sprekende boeken, Schwäbisch Hall 2015, ISBN 978-3-86974-199-4.
- Jurek Becker: Amanda Herzlos, Lezing met Ulrich Noethen, Dieter Mann en Thomas Sarbacher, NDR Kultur/Der Audio Verlag 2015, mp3-cd ca. 445 Min., ISBN 978-3-86231-551-2.
- Stefan Zweig: Casanova – Mesmer – Amerigo, verkorte versie met Dieter Mann, Wolfram Berger, Peter Matić, MDR Figaro / Der Audio Verlag 2015, ISBN 978-3-86231-633-5 (mp3-cd ca. 580 Minuten).

## Publicaties
- 2016: (de) Schöne Vorstellung eine Autobiographie in Gesprächen mit Hans-Dieter Schütt. Aufbau. ISBN 978-3-351-03637-9.

- Gemeinsame Normdatei: 124577946
- International Standard Name Identifier: 0000 0001 1490 6215
- Library of Congress Control Number: n86829680
- MusicBrainz: 7256d78d-4250-460f-9b61-c82f016b93f6
- Nationale Bibliotheek van Israël: 987007444232405171
- Système universitaire de documentation: 126694397
- Virtual International Authority File: 40315728